# Sacavém
Sacavém is een stad gelegen in het district Lissabon in Portugal. Het heeft een oppervlakte van 3,81 km² en een populatie van ongeveer 18.000 inwoners (2001). Sacavém is gesticht als dorpje op 4 december 1927 en als stad op 4 juli 1997. Het behoort tot de gemeente Loures.
Sacavém is bekend om zijn beroemde keramiek en de Vasco da Gama-brug.

## Voetnoten
1. ↑  Instituto Nacional de Estatistica, Volkstelling 2001